# علي بن محمد ابن الوليد
علي بن محمد بن الوليد القرشي يلقب بـوالد الجميع و الأنف (توفي 612 هـ / 1215) الداعي المطلق الخامس من دعاة اليمن المستعليه ومن أصحاب التأويل الإسماعيلي، وهو جد داعي الدعاة إدريس عماد الدين القرشي له كتاب دامغ الباطل وحتف المناضل في ألف ومائتين صفحة في الرد على الغزالي في انتقاده للإسماعيلية في كتابه المعروف باسم المستظهري وله أيضا الذخيرة في الحقيقة وهو من الكتب الإسماعيلية. كان لها شأن في مجالات الاَدب والفلسفة. وكان علي بن الوليد أيضاً من الشعراء البارزين في عصره. 

## سيرته
ولد علي بن محمد سنة 522 هـ/ 1128م، ينتمي إلى أسرة بني الوليد القرشية في اليمن، قد عمل منذ 584 هـ/1188 م مأذوناً للداعي المطلق الطيبي الرابع علي بن حاتم الحامدي قبل أن يخلف الأخير سنة 605 هـ/ 1209 م داعياً خامساً حتى وفاته. وقد اتخذ من صنعاء مقراً لإقامته وحافظ على علاقات صداقة مع الهمدانيين الذين أيّدوا الدعوة المستعلية الطيبيه في اليمن. وكتب علي بن ابن الوليد كتباً كثيرة تعتبر ضرورية لفهم العقائد الإسماعيليّة، وكانت وفاته في صنعاء سنة 612 هـ/1215 م في سنّ متأخرة بلغت تسعين عاماً. وبقي منصب الداعي المطلق للطيبين بعد ذلك محصوراً في ذرّيته مدة تقرب من ثلاثة قرون. 

## آثاره
- دفع الباطل أو دامغ الباطل: وهو نقضّ مفصّل في مجلدين لكتاب أبي حامد محمد الغزالي الجدلي المناوئ للإسماعيليين، الذي كتبه حوالي 488 هـ/ 1095 م. وصنّف هذه الرسالة في اليمن. نشرت الرسالة بتحقيق مصطفى غالب.
- الذخيرة في الحقيقة، من الكتب السرية عند الإسماعيلية.
- مختصر الأصول وزبدة المحصول.
- الرسالة المفيدة في إيضاح ملغز القصيدة.[4]
- تاج العقائد ومعدن الفوائد.[5]
- رسالة ملحقة الأذهان ومنبهة الوسنان.[6]